# Ramocsa, Zala
Ramocsa  este un sat în districtul Lent, județul Zala, Ungaria, având o populație de 35 de locuitori (2011). 

## Demografie
Componența etnică a satului Ramocsa
     Maghiari (100%)
Componența confesională a satului Ramocsa
     Reformați (25,71%)
     Romano-catolici (22,86%)
     Necunoscută (51,43%)
Conform recensământului din 2011, satul Ramocsa avea 35 de locuitori. Din punct de vedere etnic, majoritatea locuitorilor (100,0%) erau maghiari. Nu există o religie majoritară, locuitorii fiind reformați (25,71%) și romano-catolici (22,86%). Pentru 51,43% din locuitori nu este cunoscută apartenența confesională.